# Guido Zingerle
Guido Zingerle (* 3. September 1902 in Tschars; † 9. August 1962 in Turi) war ein als „Ungeheuer von Tirol“ titulierter Sexualmörder, der Ende der 1940er Jahre zwei Frauen getötet und weitere drei Frauen vergewaltigt hat. Bei seinen Morden nutzte Zingerle zuvor von ihm in den Tiroler Bergen gebaute und ausgestattete Höhlen, in die er seine Opfer verschleppte und vergewaltigte. Die Tötung vollzog Zingerle, indem er seine Opfer unter einem Haufen von Steinen begrub, um sie darunter in tagelangem Todeskampf sterben zu lassen, wobei er dies beobachtete. Weitere Morde Zingerles können nicht ausgeschlossen werden. Zingerle wohnte nach dem Zweiten Weltkrieg in Innsbruck.

## Taten
Das erste nachgewiesene Opfer Zingerles war die junge Lehrerin Gertrud Kutin (eine Schwester von Helmut Kutin) aus Bozen, die er im Mai 1946 bei Glaning entführte, vergewaltigte und unter schweren Steinen begrub, bis sie schließlich nach mehreren Tagen qualvoll starb. Kurze Zeit später vergewaltigte er bei Karneid ein 15-jähriges Mädchen und mauerte es in einer Felsnische ein. Das Mädchen konnte sich aus eigener Kraft befreien. 1947 zeigten ihn zwei Frauen an, die er mehrere Tage festgehalten und vergewaltigt hatte; er wurde für ein Jahr inhaftiert. Drei Jahre später vergewaltigte und ermordete Zingerle in der Iss, am Ostabhang des Patscherkofels, eine englische Touristin.

## Verhaftung und Haft
Im August 1950 wurde Zingerle nach fünfwöchiger Verfolgung der Polizei aus Nord- und Südtirol in einer Almhütte bei Vals (Mühlbach) gestellt. Nach Prozessen in Bozen und Innsbruck wurde er zu mehrfach lebenslanger Haft verurteilt.
Am 9. August 1962 starb Zingerle an Leberkrebs im Gefängnis von Turi in der Provinz Bari.

## Nachwirkung
Zingerle galt in der Region noch Jahrzehnte nach den Morden als Inbegriff des Bösen, Eltern benutzten vielfach die Erziehungsformel „Wenn du nicht brav bist, holt dich der Zingerle“ gegenüber aufsässigen Kindern.
2010 wurde in Absam das Theaterstück Gemma Zingerle schaugn von Autorin Gertraud Lener uraufgeführt. Das Stück handelt von den letzten Minuten des Mörders in seiner Zelle, in denen er dem Tod begegnet und mit seinen Taten konfrontiert wird.
2015 wurde bei den Tiroler Volksschauspielen in Telfs das Theaterstück Fliegende Hitzen, geschrieben von Lorenz Gutmann und Veronika Eberl, uraufgeführt. Mit tiefschwarzem Humor wird die Geschichte des Guido Zingerle neu erzählt.
In dem 2018 von Eric Marcus Weglehner gedrehten 40-minütigen Spielfilm Zingerle spielt Roland Silbernagl die Titelrolle.